# 博布罗夫斯基农村居民点
博布罗夫斯基农村居民点（俄语：Бобровское сельское поселение）是俄罗斯联邦伏尔加格勒州绥拉菲摩维奇区所属的一个农村居民点。其下辖有2个居民点，行政中心为第二博布罗夫斯基。据2016年统计，该农村居民点的人口为722人。